# Perinjanam
Perinjanam es una ciudad censal situada en el distrito de Thrissur en el estado de Kerala (India). Su población es de 21012 habitantes (2011). Se encuentra a 27 km de Thrissur y a 47 km de Cochín.

## Demografía
Según el censo de 2011 la población de Perinjanam era de 21012 habitantes, de los cuales 9666 eran hombres y 11346 eran mujeres. Perinjanam tiene una tasa media de alfabetización del 96,41%, superior a la media estatal del 94%: la alfabetización masculina es del 97,14%, y la alfabetización femenina del 95,79%.